# Orimarga (Orimarga) juvenilis
Orimarga (Orimarga) juvenilis is een tweevleugelige uit de familie steltmuggen (Limoniidae). De soort komt voor in het Palearctisch gebied.